# جزيرة بورتلاند
جزيرة بورتلاند (بالإنجليزية: Isle of Portland)‏ هي جزيرة متصلة تقع في القناة الإنجليزية (بحر المانش) جنوب إنجلترا، طولها 6 كم وعرضها 2.5 كم. يصلها شاطئ شيزيل بالبر الرئيسي، ويصلها جسر الطريق أ354 ببلدة وايمث. يبلغ عدد سكانها 13.000 نسمة.

## المناخ
يظهر الجدول التالي التغييرات المناخية على مدار السنة لجزيرة بورتلاند:
| البيانات المناخية لـجزيرة بورتلاند | البيانات المناخية لـجزيرة بورتلاند | البيانات المناخية لـجزيرة بورتلاند | البيانات المناخية لـجزيرة بورتلاند | البيانات المناخية لـجزيرة بورتلاند | البيانات المناخية لـجزيرة بورتلاند | البيانات المناخية لـجزيرة بورتلاند | البيانات المناخية لـجزيرة بورتلاند | البيانات المناخية لـجزيرة بورتلاند | البيانات المناخية لـجزيرة بورتلاند | البيانات المناخية لـجزيرة بورتلاند | البيانات المناخية لـجزيرة بورتلاند | البيانات المناخية لـجزيرة بورتلاند | البيانات المناخية لـجزيرة بورتلاند |
| الشهر | يناير                              | فبراير                             | مارس                               | أبريل                              | مايو                               | يونيو                              | يوليو                              | أغسطس                              | سبتمبر                             | أكتوبر                             | نوفمبر                             | ديسمبر                             | المعدل السنوي                      |
| --- | ---------------------------------- | ---------------------------------- | ---------------------------------- | ---------------------------------- | ---------------------------------- | ---------------------------------- | ---------------------------------- | ---------------------------------- | ---------------------------------- | ---------------------------------- | ---------------------------------- | ---------------------------------- | ---------------------------------- |
| متوسط درجة الحرارة الكبرى °م (°ف) | 8.4 (47.1)                         | 8.0 (46.4)                         | 9.4 (48.9)                         | 11.5 (52.7)                        | 14.3 (57.7)                        | 16.8 (62.2)                        | 18.8 (65.8)                        | 19.3 (66.7)                        | 17.8 (64.0)                        | 14.8 (58.6)                        | 11.6 (52.9)                        | 9.2 (48.6)                         | 13.4 (56.1)                        |
| المتوسط اليومي °م (°ف) | 6.6 (43.9)                         | 6.0 (42.8)                         | 7.3 (45.1)                         | 9.0 (48.2)                         | 11.7 (53.1)                        | 14.3 (57.7)                        | 16.4 (61.5)                        | 16.9 (62.4)                        | 15.4 (59.7)                        | 12.8 (55.0)                        | 9.7 (49.5)                         | 7.3 (45.1)                         | 11.2 (52.2)                        |
| متوسط درجة الحرارة الصغرى °م (°ف) | 4.7 (40.5)                         | 4.0 (39.2)                         | 5.2 (41.4)                         | 6.4 (43.5)                         | 9.1 (48.4)                         | 11.8 (53.2)                        | 14.0 (57.2)                        | 14.5 (58.1)                        | 13.0 (55.4)                        | 10.8 (51.4)                        | 7.7 (45.9)                         | 5.4 (41.7)                         | 8.9 (48.0)                         |
| معدل هطول الأمطار مم (إنش) | 67.3 (2.65)                        | 53.1 (2.09)                        | 52.3 (2.06)                        | 46.9 (1.85)                        | 44.1 (1.74)                        | 39.3 (1.55)                        | 35.1 (1.38)                        | 41.4 (1.63)                        | 46.9 (1.85)                        | 81.6 (3.21)                        | 81.6 (3.21)                        | 78.2 (3.08)                        | 667.9 (26.30)                      |
| متوسط الأيام الممطرة (≥ 1 mm) | 12.4                               | 9.8                                | 9.6                                | 8.5                                | 8.2                                | 6.6                                | 6.6                                | 7.1                                | 7.8                                | 11.5                               | 12.4                               | 12.0                               | 112.5                              |
| ساعات سطوع الشمس الشهرية | 64.6                               | 86.7                               | 126.3                              | 191.0                              | 225.0                              | 226.5                              | 236.9                              | 218.0                              | 167.2                              | 115.1                              | 82.0                               | 59.7                               | 1٬798٫9                            |
| المصدر: 1981–2010 averages for the Isle of Portland climate station and Weymouth Cefas station. Sources: مكتب الأرصاد الجوية and Cefas |                                    |                                    |                                    |                                    |                                    |                                    |                                    |                                    |                                    |                                    |                                    |                                    |                                    |

## أعلام
- إدجار كود
- ديك هال